# Сергеев, Сергей Алексеевич
Серге́й Алексе́евич Серге́ев (род. 7 апреля 1963, Казань, СССР) — российский историк, политолог и конфликтолог. Кандидат исторических наук (1992), доктор политических наук (2006), профессор (2010). Профессор кафедры политологии Института социально-философских наук и массовых коммуникаций Казанского (Приволжского) федерального университета, профессор и заведующий кафедрой социальной и политической конфликтологии Казанского национального исследовательского технологического университета.

## Биография
В 1985 году окончил исторический факультет Казанского государственного университет по специальности «историк, преподаватель истории и обществоведения». В 2002—2005 годах — докторант кафедры политологии Казанского государственного университета.
В 1992 году в Казанском государственном университете имени В. И. Ульянова-Ленина под научным руководством доктора исторических наук, профессора А. С. Шофмана защитил диссертацию на соискание учёной степени кандидата исторических наук по теме «Проблемы античной Македонии в современной англо-американской историографии» (специальность 07.00.09 — историография, источниковедение и методы исторического исследования); официальные оппоненты — доктор исторических наук, профессор Н. И. Смоленский и кандидат исторических наук, доцент Т. А. Сидорова; ведущая организация — Белорусский государственный университет.
С 1995 года сотрудник Казанского национального исследовательского технологического университета (КНИТУ, прежде КХТИ). С 2007 года — профессор, с 2014 года — заведующий кафедрой социальной и политической конфликтологии. Также профессор на кафедре политологии Института социально-философских наук и массовых коммуникаций Казанского (Приволжского) федерального университета; член диссертационного совета Д 23.01 при КФУ (политические науки). Подготовил четырёх кандидатов наук. Член Российской ассоциации политической науки (РАПН). Отмечен Почётной грамотой Министерства образования и науки Республики Татарстан (05.08.2016).
В 2005 году в Казанском государственном университете защитил диссертацию на соискание учёной степени доктора политических наук по теме «Политическая оппозиция в современной России (федеральный и региональный аспекты)» (специальность 23.00.02 — политические институты, этнополитическая конфликтология, национальные и политические процессы и технологии); научный консультант — доктор философских наук, профессор М. Х. Фарукшин; официальные оппоненты — доктор философских наук, профессор Ю. А. Красин, доктор философских наук, профессор А. В. Дахин и доктор политических наук, профессор А. Х. Халитова; ведущая организация — Институт социально-политических исследований РАН.

## Научная деятельность
Основные научные интересы: политические оппозиции, политические элиты, молодёжные субкультуры. Автор около 200 научных и учебно-методических работ. Публиковался в научных журналах Ab Imperio, Вестнике Омского университета, Soviet and Post Soviet Review, «Власть», «Полития», «Социологические исследования», Учёных записках Казанского университета. Автор монографии «Иван Ефремов в контексте духовных конфликтов XX века» (Казань: Изд-во КНИТУ, 2019. 128 с.), получившей диплом в номинации «Лучшее научное издание по философии» конкурса изданий для высших учебных заведений «Университетская книга-2019: социально-гуманитарные науки», а также диплом в номинации «Междисциплинарные исследования» конкурса работ РАПН в 2019 г.

## Научные труды
- Сергеев С. А. Политическая оппозиция в современной Российской Федерации : (федеральный и региональный аспекты). — Казань : Казан. гос. ун-т (КГУ), 2004. — 463 с. ISBN 5-98180-144-1
- Сергеев С. А. История конфликтологии : учебное пособие / Федеральное агентство по образованию, Гос. образовательное учреждение высш. проф. образования «Казанский гос. технологический ун-т», Ин-т упр., экономики и социальных технологий, Каф. социальной и политической конфликтологии. — Казань: КГТУ, 2008. — 291 с. ISBN 978-5-7882-0629-5
- Сергеев С. А. История конфликтологии: учебное пособие / Федеральное агентство по образованию, Гос. образовательное учреждение высш. проф. образования «Казанский гос. технологический ун-т», Каф. социальной и политической конфликтологии. — Казань: КГТУ, 2010. — 232 с. ISBN 978-5-7882-0976-0
- Сергеев С. А., Сергеева З. Х. Этноконфликтология: структурно-логические схемы и тексты : учебно-методическое пособие / Федеральное агентство по образованию, Гос. образовательное учреждение высш. проф. образования «Казанский гос. технологический ун-т», Каф. социальной и политической конфликтологии. — Казань : КГТУ, 2010. — 121 с. ISBN 978-5-7882-0979-1
- Сергеев С. А. История конфликтологии. — Казань: КНИТУ, 2015. — 240 с. ISBN 978-5-7882-1714-7
- Сергеев С. А., Абдуллина Т. С. Молодёжная субкультура готов: генезис, стиль, влияние на массовую культуру: монография / Министерство образования и науки России, Федеральное государственное бюджетное образовательное учреждение высшего образования «Казанский национальный исследовательский технологический университет». — Казань : Изд-во КНИТУ, 2016. — 151 с. ISBN 978-5-7882-2024-6
- Сергеев С. А., Лучшева Л. В., Сергеева З. Х. Этноконфликтология. — Казань: КНИТУ, 2016. — 208 с. ISBN 978-5-7882-1932-5
- Профилактика межэтнических и межконфессиональных конфликтов: учебное пособие / С. А. Сергеев [и др.]. — Казань: Изд-во КНИТУ, 2017. — 148 с.
- Сергеев С. А. Иван Ефремов в контексте духовных конфликтов XX века : монография / Министерство науки и высшего образования Российской Федерации, Федеральное государственное бюджетное образовательное учреждение высшего образования «Казанский национальный исследовательский технологический университет». — Казань : Изд-во КНИТУ, 2019. — 126 с. ISBN 978-5-7882-2573-9
- Сергеев С. А., Лучшева Л. В., Сергеева З. Х. Противоречия социокультурного развития Татарстана: учебное пособие. — Казань: Изд-во КНИТУ, 2021. — 152 с.